# Occupazione italiana delle isole Ionie
L'occupazione italiana delle Isole Ionie fu uno degli episodi finali della Campagna Italiana di Grecia. Strategicamente di secondaria importanza, è nota per il primo lancio di guerra compiuto a Cefalonia dai paracadutisti italiani, allora inquadrati nel 1º Reggimento Paracadutisti, che sarebbe poi diventato il 187º Reggimento della 185ª Divisione Paracadutisti "Folgore".

## Antefatti
Dopo la stabilizzazione del fronte italo-greco a seguito dell'ingresso di Ugo Cavallero al comando delle forze italiane ed al totale successo della successiva Operazione Marita portata avanti dalle forze tedesche, le forze dell'Asse decisero di procedere alla conquista delle isole ancora in mano greca.

## Operazioni

### 28 aprile
Il giorno 28 aprile cinque idrovolanti Z 506 agli ordini del colonnello Grande trasportarono a Corfù un reparto; il reggimento greco ivi stanziato si arrese. Giunse quindi a occupare l'isola il I battaglione del 17º reggimento fanteria della divisione Acqui, sbarcato da due navi.

### 30 aprile: l'aviolancio su Cefalonia
Per conquistare Cefalonia, si decise di impiegare per la prima volta in combattimento la specialità dei Paracadutisti inquadrati nel 1º Reggimento Paracadutisti. Per l'impresa vennero impiegati 75 paracadutisti del 1º Reggimento, 2º Battaglione, al comando del Maggiore Mario Zanninovich: 3 S.M.82 vennero caricati con i soldati e decollarono dall'aeroporto di Galatina, conducendo la forza italiana in una spianata a poca distanza dal capoluogo Argostoli nel primo pomeriggio. La guarnigione locale, composta da qualche centinaio di greci fedeli al re Giorgio II di Grecia, si arrese rapidamente e senza opporre alcuna resistenza: i paracadutisti di Zanninovich provvidero quindi a disarmarla e la conquista dell'isola fu completata.

### 1 maggio
Il giorno dopo, requisiti alcuni barchini, i paracadutisti del Maggiore Zanninovich procedettero alla conquista delle isole di Itaca e Zante: anche in questo caso non si registrarono particolari scontri.

## Ricordo
A memento dell'aviolancio su Cefalonia, il 30 aprile viene dichiarata la Festa di Corpo del 187º Reggimento Paracadutisti Folgore.